# Babyhandel Berlin – Jenseits aller Skrupel
Babyhandel Berlin – Jenseits aller Skrupel (Originaltitel: Assignment Berlin) ist eine deutsch-amerikanische Fernsehproduktion aus dem Jahr 1998. Die Erstausstrahlung war am 30. September 1998 auf ProSieben.

## Handlung
Die US-amerikanische Polizeiagentin Tracy Garret wird zu ihrer Sicherheit beurlaubt, da sie einen Drogenboss erschossen hat. Sie nutzt die Gelegenheit zu einem Besuch ihres Vaters in Berlin. Als Colonel Garret von einem Mitglied der russischen Mafia angeschossen wird, ermittelt Tracy auf eigene Faust. Dabei gerät sie nicht nur mit dem zuständigen Kommissar der deutschen Polizei aneinander, sondern muss sich auch des Sohnes eines von ihr getöteten Verbrechers erwehren. Der Colonel scheint als Agent Geschäfte mit einem Babyhändler-Ring gemacht zu haben. Da sich der deutsche Kommissar Glint in sie verliebt, schaffen sie es schließlich gemeinsam, dem Boss der Mafia, einem gerissenen Baulöwen, und dem Baby-Fall auf die Spur zu kommen.

## Kritiken
Der film-dienst bezeichnete den Film als einen Standard-Thriller. Dagegen fiel die Kritik von TV Spielfilm vernichtend aus: „Diabolisch lachende Gangster, korrupte Polizisten, aberwitzige U-Bahn-Verbrecherjagden, unablässig untermalt von unheilschwangerer Musik – kein Krimiklischee bleibt aus. Dazwischen hölzern agierende Darsteller, die gegen das abgedroschene Drehbuch resigniert haben.“